# Claudio Leonardo Rodríguez
Claudio Leonardo Rodríguez (Santiago del Estero, 3 de febrero de 1969) es un exfutbolista argentino. Jugaba de delantero y militó en diversos clubes de Argentina, Chile y Bolivia. 

## Clubes[1][2]
| Club                 | País      | Año       |
| -------------------- | --------- | --------- |
| Boca Juniors         | Argentina | 1989-1991 |
| Universidad de Chile | Chile     | 1992      |
| Boca Juniors         | Argentina | 1993      |
| Alvarado             | Argentina | 1993-1994 |
| San Martin (Tucumán) | Argentina | 1994-1995 |
| Atlético Tucumán     | Argentina | 1995-1996 |
| Nueva Chicago        | Argentina | 1996-1998 |
| Douglas Haig         | Argentina | 1998-1999 |
| San José             | Bolivia   | 2000      |
| Oriente Petrolero    | Bolivia   | 2001-2002 |
| Deportivo Guabirá    | Bolivia   | 2003      |
| Atlético Ñuñorco     | Argentina | 2004-2005 |

## Palmarés

### Campeonatos internacionales
| Título                   | Equipo       | Sede         | Año  |
| ------------------------ | ------------ | ------------ | ---- |
| Recopa Sudamericana      | Boca Juniors | Miami        | 1990 |
| Copa de Oro Nicolás Leoz | Boca Juniors | Buenos Aires | 1993 |